# Kevin Horlock
Kevin Horlock (Erith, 1972. november 1. –) északír válogatott labdarúgó, jelenleg a Needham Market tartalékcsapatának edzője és az Északír U21-es labdarúgó-válogatott segédedzője.

## Pályafutása
Horlock a West Ham United játékosaként kezdte pályafutását, de tétmérkőzésen nem lépett pályára. 1 év után leigazolta a Swindon Town, ahol 5 év alatt 164 bajnokin 22 gólt szerzett. 1997-ben megszerezte a Manchester City, a világoskék-fehér mezben több mint 200 bajnokin szerepelt. 2003-ban visszatért a West Hamhez, majd 2 évet játszott az Ipswich Town színeiben. 2006-tól több csapatban is megfordult, de egyiknél sem játszott 15 bajnoki mérkőzésnél többet. 2008 óta az alsóbb osztályú Needham Market tartalékcsapatának edzője. Az északír válogatottban 32 mérkőzésen lépett pályára, gólt nem szerzett. 2013 óta az Északír U21-es labdarúgó-válogatott segédedzője.

## Fordítás
Ez a szócikk részben vagy egészben  a   Kevin Horlock című angol Wikipédia-szócikk fordításán alapul.  Az eredeti cikk szerkesztőit annak laptörténete sorolja fel. Ez a jelzés csupán a megfogalmazás eredetét és a szerzői jogokat jelzi, nem szolgál a cikkben szereplő információk forrásmegjelöléseként.